# 佐伯王
佐伯王（さえきおう、生年不詳 - 天長10年7月2日（833年7月22日））は、平安時代初期の皇族。正五位下・水内王の子。官位は従四位下・大監物。

## 経歴
従五位下に叙爵後、平城朝で大同3年（808年）大監物、大同4年（809年）右兵庫頭と京官を歴任する。弘仁元年（810年）薬子の変終結後に大監物に再任される。
その後、弘仁5年（814年）従五位上、天長2年（825年）正五位上、天長4年（827年）従四位下と、嵯峨朝から淳和朝にかけて順調に昇進を果たした。
仁明朝初頭の天長10年（833年）7月2日卒去。最終官位は散位従四位下。

## 官歴
『日本後紀』による。
- 時期不詳：従五位下
- 大同3年（808年） 10月1日：大監物
- 大同4年（809年） 2月13日：右兵庫頭
- 弘仁元年（810年） 9月19日：大監物
- 弘仁5年（814年） 正月7日：従五位上
- 時期不詳：正五位下
- 天長2年（825年） 正月4日：正五位上
- 天長4年（827年） 正月21日：従四位下
- 天長10年（833年） 7月2日：卒去（散位従四位下）